# Haliclona ciocalyptoides
Haliclona ciocalyptoides är en svampdjursart som beskrevs av Burton 1933. Haliclona ciocalyptoides ingår i släktet Haliclona och familjen Chalinidae. Inga underarter finns listade i Catalogue of Life.